# 阿兹特克帝国
阿兹特克帝国是一个由美洲原住民建立的古代政权，存在于15世纪至16世纪初，位于今墨西哥中部。
严格来说，阿兹特克帝国并非传统意义上的单一“帝国”，而是由特诺奇蒂特兰、特斯科科和特拉科潘三大城邦组成的松散联盟，也被称为“三方同盟”。其中，特诺奇蒂特兰的墨西加人占主导地位。
在鼎盛时期，阿兹特克帝国通过持续的征战控制了整个墨西哥谷地及其周边地区，人口达数百万。帝国建立了高度集权的管理体系，依靠对各地城邦的税收和军事威慑来维持统治。附庸城邦需向帝国缴纳大量贡品，包括玉米、棉花、战士和工匠等资源，成为帝国经济的重要支柱。
1521年，西班牙征服者埃尔南·科尔特斯攻陷特诺奇蒂特兰，阿兹特克帝国随之灭亡。

## 历史

### 特诺奇蒂特兰建立前

西班牙征服前的墨西哥谷

阿兹特克人（墨西加人）并非墨西哥谷的原住民。據傳說，他们的祖先来自北方的阿茲特蘭，一个神话中的“七個洞穴”之地。当他们到达墨西哥谷地时，这里已有多个部落，彼此间争斗不断，尚无主导势力。
墨西加人是最晚迁入墨西哥谷的阿兹特兰移民。库尔瓦坎（Colhuacan）的首领科科斯特利（Cocoxtli）允许他们在当地定居，条件是墨西加人为其充当佣兵。
墨西加人帮助科科斯特利征战，作为回报，科科斯特利将自己的女儿许配给墨西加首领。但墨西加人却将她活祭献给太阳神维齐洛波奇特利。科科斯特利闻讯震怒，派军队将墨西加人驱逐。

### 特诺奇蒂特兰的建立
墨西加人继续迁移。据传说，他们遵循维齐洛波奇特利的指引，在特斯科科湖找到了一处“鹰叼蛇立于仙人掌”的地方，这被认为是神明指示的建城之地。
1325年，墨西加人在這個地方建立了特諾奇蒂特蘭城。这座巧妙构筑在湖中人工岛上的城市，逐渐成为墨西加人的政治与宗教中心。
特诺奇蒂特兰建立后，墨西加人与特帕内克人结盟，协助其统治者特索索莫克扩展势力，特帕内克逐步成为一个小型帝国。此时的墨西加人尚未拥有正式君主。
1372年，库尔瓦坎与墨西加混血的阿卡马皮奇特利成为首位特拉托阿尼（阿兹特克城邦的统治者）。随着特帕内克和墨西加在墨西哥谷地扩张势力，东部的阿科尔瓦人也逐渐崛起。双方爆发战争，墨西加人在其中发挥了关键作用。这一时期特诺奇蒂特兰也迅速发展壮大。
1403年，特索索莫克支持维齐利维特尔（Huitzilihuitl）成为特诺奇蒂特兰第2位特拉托阿尼，并将女儿阿亚乌奇瓦特尔（Ayauhcihuatl）嫁给他，尽管他儿子马克斯特拉（Maxtla）对此表示反对。

### 三方联盟的形成
1426年，特帕内克首领特索索莫克去世，导致特帕内克内部发生内乱。墨西加人支持原定继承人塔亚齐因（Tayatzin）继位，但他的兄弟马克斯特拉迅速发动叛乱并篡夺王位，并开始对付反对者，包括当时的墨西加首领奇马尔波波卡。
1428年，奇马尔波波卡被刺杀后，他的叔叔伊斯科阿特尔成为第4位特拉托阿尼，與特斯科科的前統治者内萨瓦尔科约特尔结盟，共同攻打马克斯特拉的首都阿斯卡波特萨尔科。经过100天的战争，马克斯特拉投降并被放逐。
战争结束后，特諾奇蒂特蘭、特斯科科和特拉科潘組成同盟，共同掌控墨西哥谷，并瓜分了特帕内克的领土和国库。联盟建立后，伊斯科阿特尔和特拉卡埃莱尔（维齐利维特尔之子）对阿兹特克的政治和宗教进行了重大改革。特拉卡埃莱尔下令焚毁有关阿兹特克人迁入墨西哥谷之前的历史文献，称“书中含有虚假内容，不是每个阿兹特克人都需要了解那些图画。”他重新编纂了阿兹特克人的历史，以提升阿兹特克人的地位，并允许平民接受教育。这一三方同盟在接下来的百年内主宰了墨西哥谷，并逐步向沿海地区扩张，其中特诺奇蒂特兰逐渐成为联盟的主导力量。

### 帝国的扩张（1440-1487年）

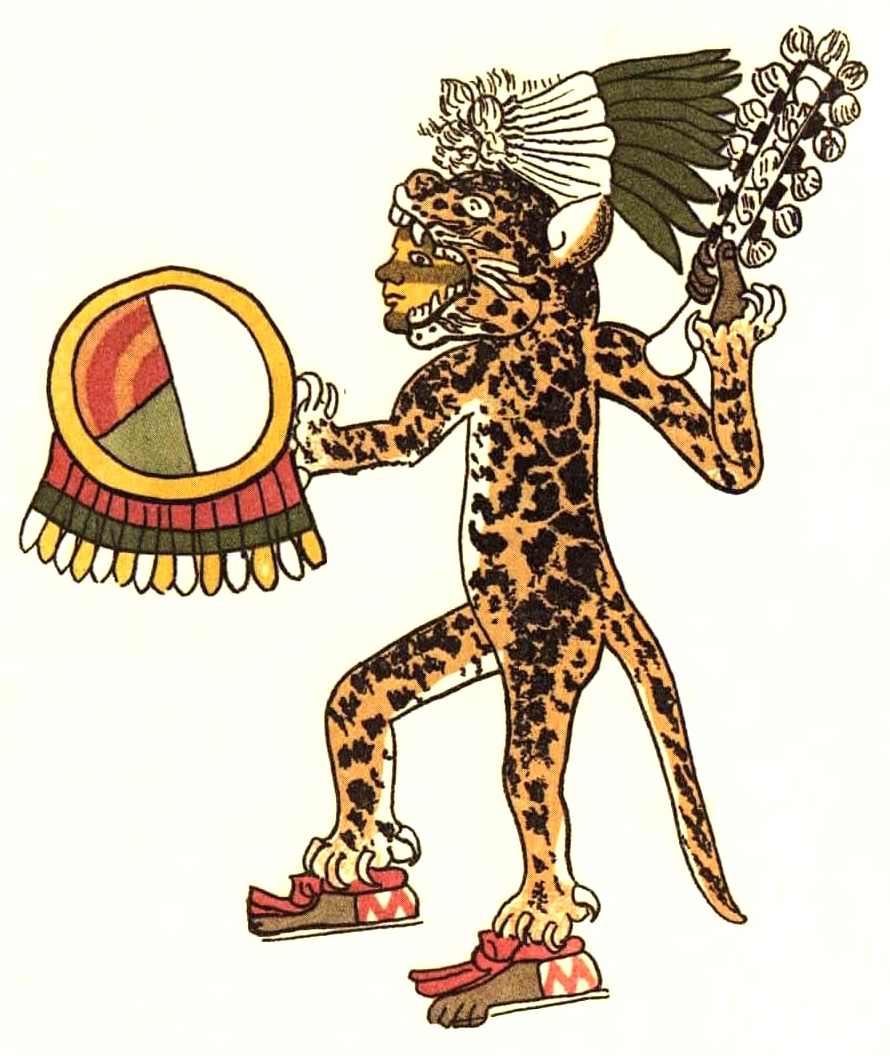
美洲豹战士

在伊察科瓦特尔（Itzcoatl）和蒙特苏马一世（Moctezuma I）的统治下，阿兹特克帝国通过征服逐渐扩张，控制了墨西哥中部的大部分地区。该时期，帝国设立了复杂的贡赋系统，将征服的城邦纳入其中，以获得稳定的资源供给。
1440年，伊斯科阿特尔的侄子蒙特苏马一世登基。为巩固对征服城市的统治，他进行了一系列改革，包括建立新的纳贡制度，以改善国家经济，并制定了新的土地政策以减少叛乱的风险。蒙特祖马一世还引入了关于死刑的附加法律，明确禁止平民与贵族通婚。他实施了一套教育政策，在每个居民区设立学校，分为特尔波奇卡尔利（Telpochcalli，主要教授军事战术）和卡尔梅卡克（Calmecac，主要教授文学、天文学、政治学和神学等）。蒙特苏马还设立“库瓦皮利（quauhpilli）”头衔，授予在军事或民事方面表现突出的平民。这个头衔不可世袭，部分库瓦皮利可获准与皇室成员通婚。
阿兹特克帝国的宗教中心在特诺奇蒂特兰的大神庙（Templo Mayor），主要用于祭祀太阳神和战神。阿兹特克人认为，自己有责任通过战争俘获生者并进行活人祭祀，以延续太阳的生命。因此，大规模的祭祀活动在阿兹特克帝国的宗教和政治生活中扮演了重要角色。
为获取活人祭品，蒙特祖马一世引入了“荣冠战争”。在这类战争中，双方会在交战前就祭品事宜进行沟通，因此几乎没有造成伤亡。在1450年至1454年间，由于干旱导致的大饥荒，蒙特祖马一世通过发动荣冠战争来获取用于祭祀的俘虏。
特帕内克帝国灭亡后，阿兹特克帝国巩固了在墨西哥谷的地位。帝国扩张的首个目标为科约阿坎以及今墨西哥莫雷洛斯州的库瓦纳瓦克和瓦科斯蒂佩克人。这些地区被征服后，帝国获得了大量农产品。蒙特祖马一世统治期间，经历了一次大饥荒，他重新占领了叛乱的地区，将版图扩展至东部的墨西哥湾和南部的瓦哈卡州。
1468年，蒙特祖马一世的儿子阿萨亚卡特尔继位，他花了整整13年平定因父亲扩张而产生的地方反抗。与此同时，墨西哥西部的塔拉斯科国也在扩张。1455年，塔拉斯科国入侵托卢卡山谷，1472年，阿萨亚卡特尔重新占领该地区并成功抵御入侵。1479年，阿萨亚卡特尔进攻塔拉斯科国，但在边境遭到击败，这是阿兹特克历史上首次遭遇重大失败。他狼狈逃回特诺奇蒂特兰，随后收复了瓦斯特克地区，此后阿兹特克与塔拉斯科国再未发生战争。

### 帝国的巅峰时期（1486-1502年）
1481年至1486年，蒂索克（Tizco）短暂统治阿兹特克帝国，但因扩张不力被视为软弱。最终,阿维特索特尔（Ahuizotl）被选为“伟大的特拉托阿尼”，在他的领导下，帝国达到了鼎盛，控制了33个省份和371个部落，疆域扩展至大西洋和太平洋沿岸。特诺奇蒂特兰繁荣空前，人口达25万，拥有大型市集、广场和精美的建筑，成为当时世界上最大、最繁华的城市之一。

### 西方探索与帝国的边疆动荡（1492-1519年）
1492年，克里斯托弗·哥伦布首次抵达加勒比地区，次年返回欧洲。1493年至1496年，他再次航行，并在伊斯帕尼奥拉建立了西班牙在西印度群岛的第一个殖民地，标志着欧洲在美洲的拓展开始。
1502年9月15日，蒙特苏马二世被选为“伟大的特拉托阿尼”，他在瓦哈卡和其他南部地区展开了一系列征服战争，巩固了阿兹特克帝国的南部边界。
1504年，19岁的埃尔南·科尔特斯来到伊斯帕尼奥拉。伊莎贝拉女王同年去世。1511年，西印度群岛总督、哥伦布之子迭戈·哥伦布派遣迭戈·委拉斯开兹入侵古巴，进一步扩展西班牙在美洲的影响。
1511年，特斯科科的首领内萨瓦尔皮利（Nezahualpilli）去世，由卡卡马继位，但其兄弟伊希特利霍奇特尔（Ixtlilxochitl）随即发动叛乱，使得特斯科科政局动荡。
1517年，弗朗西斯科·埃尔南德斯·德·科尔多瓦（Francisco Hernández de Córdoba）率西班牙远征队从古巴出发，探索尤卡坦海岸，与玛雅军队交战，结果损失惨重，科尔多瓦因伤重不治身亡。
1518年，胡安·德·格里哈尔瓦（Juan de Grijalva）率第二次远征队沿尤卡坦和墨西哥湾海岸探险，与当地部落接触。
同年10月23日，科尔特斯被任命为第三次远征队的队长，任务是寻找格里哈尔瓦并继续探索新的领土。
1519年2月10日，科尔特斯率领远征队从古巴启航，沿着科尔多瓦和格里哈尔瓦的探险路线前进。途中，马林钦在塔巴斯科（Tabasco）加入队伍。4月21日，远征队在墨西哥湾沿岸的圣胡安·德·乌鲁亚（San Juan de Ulúa）登陆，进入了阿兹特克帝国的势力范围。
5月，科尔特斯在维拉克鲁斯（Veracruz）建立基地，被任命为领队。随后远征队在森波瓦兰（Cempohuallan）安营。8月16日，西班牙与原住民的联军开始向内陆进发。9月2日，西班牙与特拉斯卡拉（Tlaxcallan）人爆发冲突，到9月23日，特拉斯卡拉人求和，西班牙人得以进入特拉斯卡拉人的领地。
10月初，西班牙与特拉斯卡拉的联军前往乔卢拉（Cholollan），随后发生乔卢拉大屠杀。
10月25日，西班牙-特拉斯卡拉联军出发前往阿兹特克的中心——特诺奇蒂特兰。

### 西班牙征服阿兹特克帝国（1519-1521年）
1520年11月8日，西班牙征服者埃尔南·科尔特斯率军进入阿兹特克首都特诺奇蒂特兰，受到了皇帝蒙特祖马二世的接待。然而，西班牙人对阿兹特克财富的觊觎激化了局势。据科尔特斯后来声称，他于11月14日以“防止叛乱”为由囚禁了蒙特祖马二世。

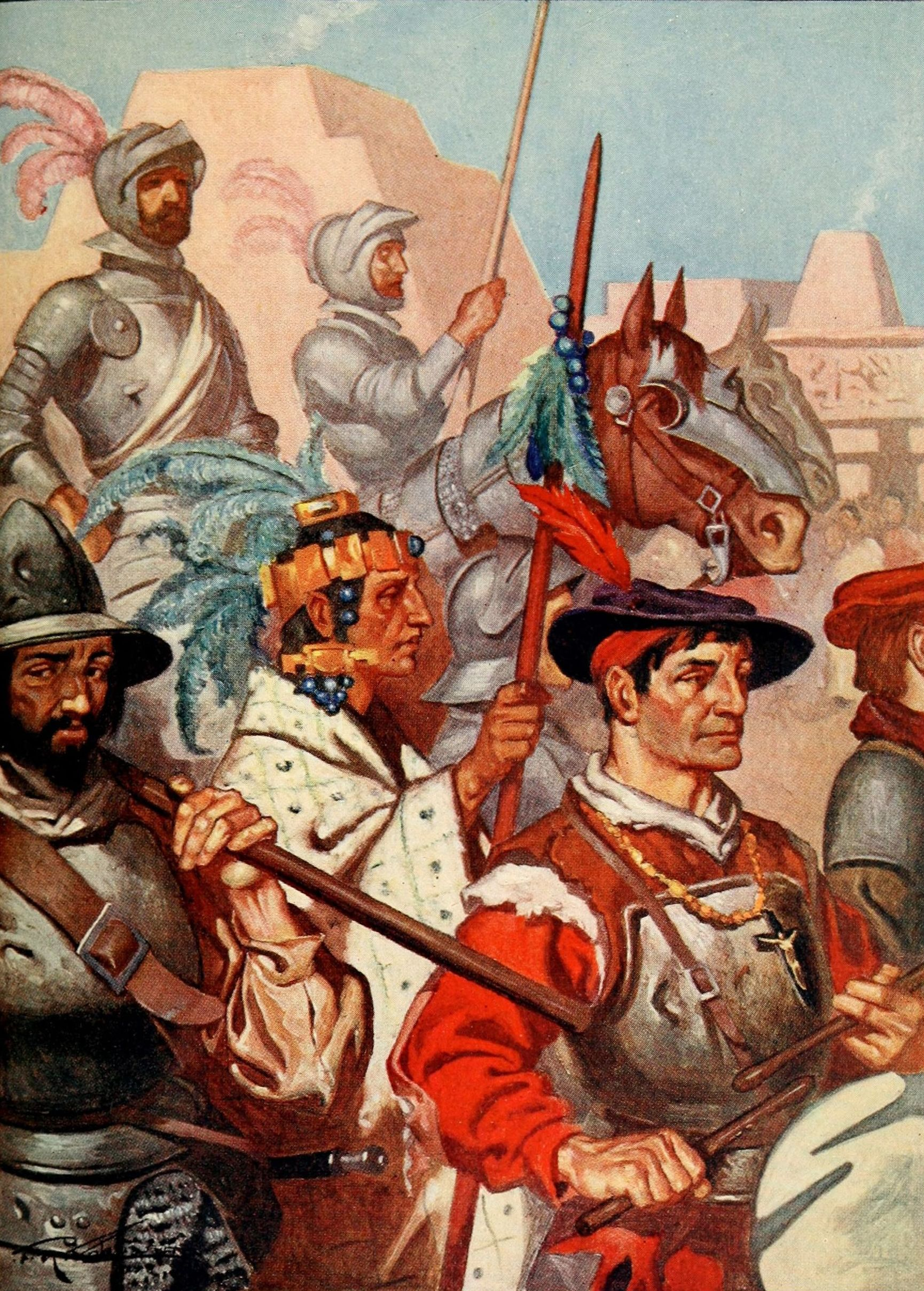
西班牙征服者及其盟友特拉斯卡拉人攻入特諾奇蒂特蘭

1520年4月20日（或5月1日前），潘菲洛·德·纳尔瓦埃斯率领大批西班牙人队伍在圣胡安·德·乌鲁亚登陆。5月底，科尔特斯的支持者在桑多瓦尔（Gonzalo de Sandoval）的率领下进攻了纳尔瓦埃斯的军队，并在5月底成功将他们招降，扩充了自己的兵力。
与此同时，副官阿尔瓦拉多在“干涸月”期间发动袭击，屠杀了特诺奇蒂特兰的阿兹特克贵族，引发了城中的暴动。6月底，蒙特祖马二世在骚乱中身亡，与他一起被杀的还有三方联盟的其他“特拉阿托尼”。
6月30日或7月1日的“悲痛之夜”（Noche Trite）中，西班牙人及其特拉斯卡拉盟友尝试突围逃离特诺奇蒂特兰，但遭受重创，近千名西班牙士兵和超过千名特拉斯卡拉人被杀。接下来，阿兹特克人不断对残余的西班牙-特拉斯卡拉联军发动袭击。在7月9日或10日的奥图巴之战（Battle of Otumba）达到顶峰。西班牙人退回特拉斯卡拉后并重整兵力。
9月15日，蒙特祖马二世的弟弟奎特拉瓦克被选为“特拉阿托尼”。接下来的几个月里天花疫情在特诺奇蒂特兰蔓延，造成大量居民死亡（有人声称死亡人数达到总人数的三分之一，甚至二分之一），其中包括刚继位的奎特拉瓦克。
12月底，西班牙人再次向墨西哥谷进军，与伊希特利霍奇特尔会合，并到达特斯科科。
1521年初，蒙特祖马二世和奎特拉瓦克的堂兄夸烏特莫克被选为第11任“特拉阿托尼”。
2月，西班牙-特拉斯卡拉-特斯科科联军袭击了哈尔托坎（Xaltocan），随后袭击特拉科潘及其附属国，特斯科科成为进攻特诺奇蒂特兰的基地。
4月5-13日，联军袭击并洗劫了亚乌特佩克（Yauhtepec）和库奥纳瓦克（Cuahnahuac）。
4月16-18日，联军在进攻霍奇米尔科（Xochimilco）的时候遭遇失败。
1521年4月28日，科尔特斯整合特斯科科和特拉斯卡拉等盟友的力量，从特斯科科湖发动大规模攻势。5月，联军在阿尔瓦拉多、奥利德（Olid）和桑多瓦尔的率领下开始围攻特诺奇蒂特兰，并切断城中的饮用水源。
6月30日，联军在提道战中失败，68名西班牙人被俘，并在大神庙上被处决献祭。
7月，联军经过数月围困攻入特诺奇蒂特兰中心，并逐步占领城市各处。8月1日，联军进入特拉克洛尔科（Tlatelolco）中心广场，那里是阿兹特克守城者的最后阵地。
8月13日，阿兹特克皇帝夸乌特莫克投降，特诺奇蒂特兰陷落。随后，入侵者进行了屠杀、掠夺，并奴役了幸存者，标志着阿兹特克帝国的灭亡。

## 词源
“阿兹特克”（或译作阿兹提克、阿兹台克）一词虽已成为该文明的主要称呼，但实际上并非原住民自称。该词汇在纳瓦特尔语中意为“来自阿兹特兰的人”。阿兹特克人自称为墨西加（Mexìca）或特诺奇卡（Tenochca）人。

## 政府
阿兹特克帝国的政府是间接统治的一个例子。像大多数中世纪欧洲帝国一样，阿兹特克帝国也是一个多民族国家，但不同的是，阿国的政府更像是一个接收贡品的系统，没有全方位管辖被征服的土地，只不过是接收他们的贡品。）。阿兹特克帝国的中央地区与一些偏远地区没有官方的交通系统。虽然阿兹特克三邦同盟被看做帝国，但是帝国多为规模不一的小城邦（altepetl）组成，每个小城邦有自己的领袖，这个制度在帝国成立（1428年）以前就已经存在了。
因此，值得了解的是，“阿兹特克帝国”的名称是现今的称谓，阿兹特克人不这么称呼他们的国家。阿兹特克帝国应该是由三个使用纳瓦特尔语的大城邦（特諾奇蒂特蘭、特斯科科、特拉科潘）组成的城邦联盟。

### 法律
阿兹特克帝国在蒙特苏马一世统治期间出现了法律，这些法律旨在建立和管理城邦、阶级和个人之间的关系，处罚权掌握在政府手中。这些法律加入了阿兹特克人对于犯罪的传统观念，规定了公开进行同性恋者、不断酗酒者、在公共场合赤身裸体者将受到惩罚。会受到惩罚的行为还有盗窃、谋杀、使他人遭受财产损失等。阿茲特克人會依照罪犯的身份來裁定刑法的等級，身份越高者，刑法越重。波奇特卡有时会被任命为法官，或是充当监督者。在非战时状态，军事法庭成员也能充当这两种法律职业。阿兹特克的法律拥有上诉程序一说，通常先通知大市场地区的法庭，然后上诉到地方机构进行审理。如果事态严重，可以再上诉到特级法院，或是特諾奇蒂特蘭的两个最高法院。这两个最高法院中，一个主要审理特諾奇蒂特蘭的案件，另一个专门负责审理其他地区上诉来的案件。最终的司法权掌握在君主手中（君主有权任命下属法官进行审理）。

## 统治者

### 特诺奇蒂特兰
- 阿卡马皮奇特利，1367–1387年在位
- 维齐利维特尔，1391–1415年在位
- 奇马尔波波卡，1415–1426年在位
- 伊斯科阿特尔，1427–1440年在位
- 蒙特苏马一世，1440–1468年在位
- 阿萨亚卡特尔，1469–1481年在位
- 蒂索克，1481–1486年在位
- 阿维特索特尔，1486–1502年在位
- 蒙特蘇馬二世，1502–1520年在位
- 奎特拉瓦克，1520年在位
- 夸烏特莫克，1521–1524年在位

### 特斯科科
- 基纳特辛·特拉尔特卡特辛，？
- 特乔特拉拉特辛，1357年（或1377年）–1409年
- 伊斯特利索奇特尔，1409年–1418年
- 内萨瓦尔科约特尔, r. 1431–1472
- 内萨瓦尔皮利，1473年–1515年
- 卡卡马特辛，1516年–1520年

### 特拉科潘
- 阿库尔纳瓦卡特尔·特萨库瓦卡特尔，1400年–1430年
- 托托基瓦斯特利一世，1430年–1469年
- 奇马尔波波卡（非特诺奇蒂特兰君主），1469年–1489年
- 托托基瓦斯特利二世，1489年–1519年
- 特特莱潘克特萨尔特辛，1519年–1524年